# Coushatta
Pour les Amérindiens, voir Coushattas.
La ville américaine de Coushatta est le siège de la paroisse de la Rivière Rouge, dans l’État de la Louisiane. Elle comptait 1 964 habitants lors du recensement de 2010.

## Personnalité liée à la ville
- Robert Charles Browne (né en 1952), assassin.

## Source
- (en) Cet article est partiellement ou en totalité issu de l’article de Wikipédia en anglais intitulé « Coushatta, Louisiana » (voir la liste des auteurs).